# 이봉재 (목사)
이봉재(李鳳載, Lee  BongJae, 1935년 1월 29일 ~ 2014년 11월 1일)는 대한민국의 장로교 목사이자 교회 개척자이다. 복음의 사역자로서 어려운 교회를 자립하는데 공헌을 하였다. 서곶교회, 인천교회, 백령도에 있는 중화동교회, 입석중앙교회, 성천교회, 상현교회와 같은 여러교회를 담임하며 교회가 자립하게 사역하였다. 대한예수교장로회(합동) 교단을 섬기는 역할로는 고시부장, 교육부장, 은급부장, 신학부장, 그리고 총신대학교 운영이사와 같이 실무적인 역할들을 하였다. 그의 아들은 대신총회신학연구원 원장인 이종전 박사이다.

## 학력및 경력

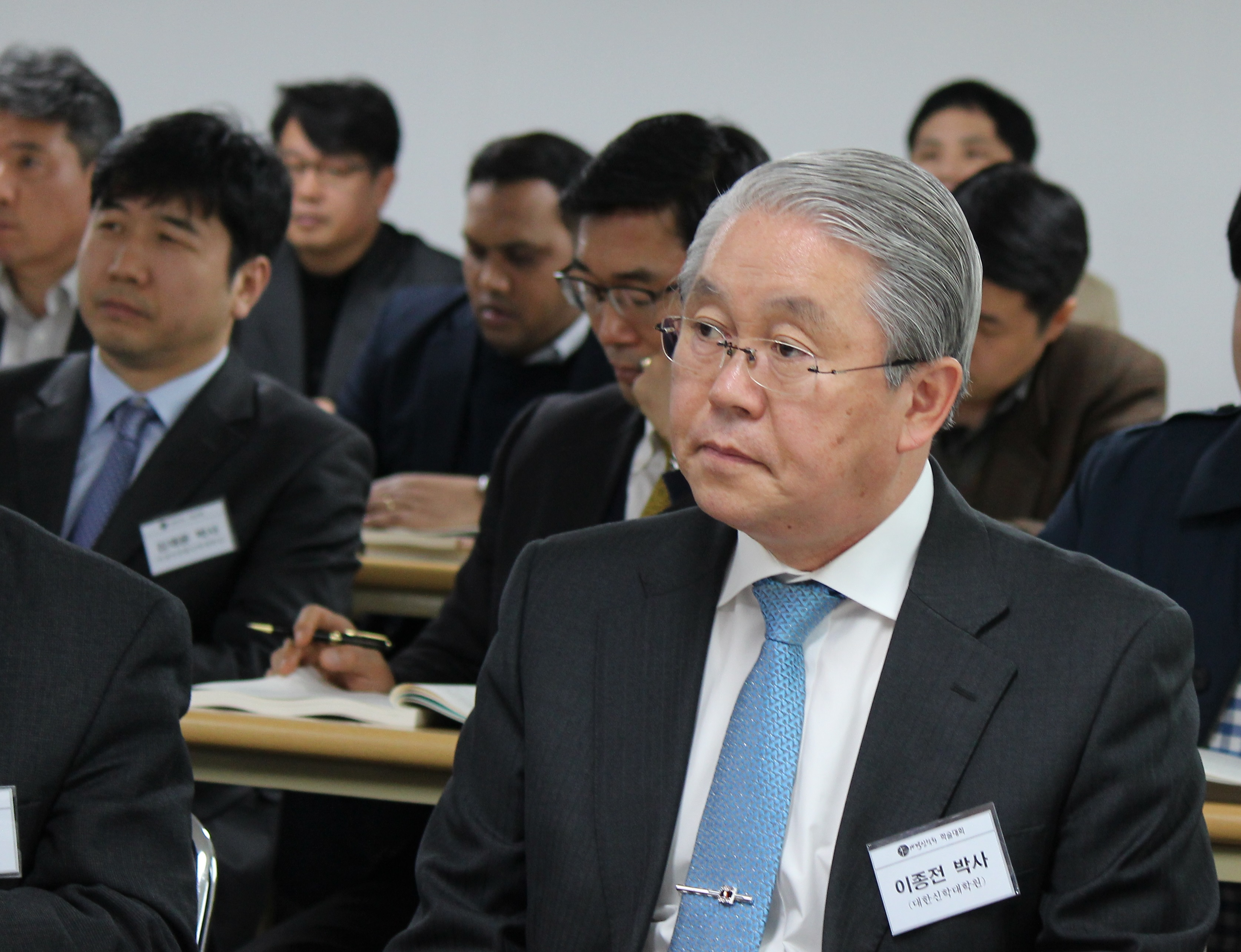
대신총회신학연구원 원장 이종전 박사

- 대한신학교(현 안양대학교) 1962년 12월 15일 14회 졸업
- 총신대학연구원 1970년(총신 63회) 졸업
- 한국가정문서선교회 사역
- 돌산교회 담임 전도사
- 서곶교회 (1970~1971) 담임
- 인천교회(구송도 1971~1972) 담임
- 중화동교회(1972~1975) 담임
- 입석중앙교회(1975~1977) 담임
- 성천교회(1977~1979) 담임
- 상현교회(1979~2003) 담임
- 대한예수교장로회(대신)고시부장
- 교육부장
- 은급부장
- 신학부장
- 총신대학교 운영이사

## 참고자료
- 이종전, "영원한 순례자 이봉재 목사", 그리워지는 목회자들 (아벨서원: 2020): 399-445.
- 신원균, "이종전 박사의 생애와 신학", 한국의 신학자들 1 (아벨서원: 2022): 816-847.

## 같이 보기
- 한국의 목회자 목록
- 이종전